# San Antonio (Alava)
Pour les articles homonymes, voir San Antonio (homonymie).
San Antonio est un quartier de la municipalité d'Artziniega dans la province d'Alava dans la Communauté autonome basque.